# زينيب
زينيب (Zineb) هو اسم تجاري لمركب كيميائي من فصيلة ثنائي ثيوكربامات، صيغته الكيميائية المجملة C4H6N2S4Zn، ويوجد عادةً بشكل متبلمر على هيئة صلب أصفر، ويستخدم في مجال إبادة الفطريات.
يحوي زينيب على الزنك في تركيبه، إذ يحضر من تفاعل الملح الصوديومي لمضاعف الثيوكربامات مع كبريتات الزنك.